# Неверкино
Неве́ркино (чуваш. Çăрттанлă) — село в России, административный центр Неверкинского района Пензенской области.

## География
Село находится в 42 км к югу от железнодорожной станции Кузнецк на линии Пенза — Самара, в 164 км к юго-востоку от Пензы, на реке Илим.

## История
Основано в начале XVIII века ясачными чувашами во главе с Невером Кебекеевым (по имени которого названо) на землях, полученных за участие в сооружении оборонительных укреплений Пензенско-Симбирской черты. Позднее добавились служилые чуваши. В 1709 показана как д. Сюртанлея (Неверова) ясачных чувашей, на речке Сюртанлее, 21 двор, жители платили подати с 7-ми полных ясаков, душ мужского пола — 34, женского — 23; в 1718 — 15 дворов, душ мужского пола — 18, женского — 28; в августе 1717 года деревня была разгромлена «кубанскими татарами», взято в полон 9 мужчин и 9 женщин (РГАДА, ф.350, оп.1, е.хр.306, лл. 448 об.-451). В 1719 году в деревне 61 душа мужского пола. В ревизской сказке от 30 сентября 1723 года в д. Неверкиной Симбирского уезда показаны служилые чуваши, «поселением оная деревня по речке Чутарлее (правильно: Черталей, или Чурталей) вниз и вверх, сенных покосов нет.., а при той их деревне лесные угодья в дачах их длиннику шесть верст, а поперешнику три версты, а сенных покосов в их дачех по дуброве ставитца на пять сот копен, а за тем кошением в остатке у них ничего (не) остаетца», в деревне 17 дворов служилых чувашей, в них 101 душа мужского пола; в этом документе начертаны знамёна подателей сказки — выборных и рядовых (РГАДА, ф.350, оп.2, е.хр.3113, лл.185-187 об.). В 1745 году — 138 душ мужского пола служилых чувашей Симбирского уезда. По преданию, они селились на южном склоне горы, при впадении Чертанки в Илим. Затем сюда на Илим подселились татары. Во второй половине 18 века появились русские, завезенные помещиками. Село делилось на 2 части: Большое и Малое Сюртанлы. В 1795 году показано как селение из двух частей (казённых крестьян — чувашей и помещичьих крестьян): 1) село Никольское (Неверкино) Кузнецкого уезда Саратовской губернии, «что прежде была деревня Неверкина владения казённого ведомства крестьян» (то есть церковь построена между двумя последними ревизиями, 1782 и 1795 гг.), 38 дворов, 93 ревизских души, а более обширная часть села 2) показано как «деревня Неверкина, что прежде было село», принадлежала помещице, статской советнице Софье Петровне Щербининой, 121 двор, 433 ревизских души (РГВИА, ф. ВУА, д. 19014, № 92, 103).
Перед отменой крепостного права в селе показан помещик Дмитрий Иванович Хардин. В 1866 в чувашской общине насчитывалось 501 чел., в русской — 662 (среди них много старообрядцев). После отмены крепостного права бывшие помещичьи крестьяне вышли на дарственный надел. В 1877 году в селе 214 дворов, волостное правление, 2 церковно-приходских школы, больница, лавки, 3 ветряных мельницы, 2 ярмарки, базар. Село по-прежнему состояло из двух крестьянских общин — русской (бывшие крепостные помещика Хардина) и чувашской. На одну русскую семью приходилось в 1886 году 1,7 десятины надельной земли, на одну чувашскую — 16,5 десятины. В 1871 открылось земское училище. С 1860-х волостной центр, развито смолокурение, выгонка дёгтя и выжигание угля. В 1911 году — 155 дворов в чувашской, 146 дворов — в русской половинах села, церковь, церковно-приходская и земская школы, больница, ветеринарный пункт, базар, ярмарка.
С 1928 года районный центр в составе Кузнецкого округа Средне-Волжской области. В 1932—1935 годах Неверкинский район был упразднен, село являлось центром сельсовета в Павловском районе Средневолжского края. В селе работало 4 мельницы, почта, телефон, с 1934 — МТС, обслуживавшая более 20 колхозов 98 тракторами и 40 комбайнами, 16 тыс. га пашни. В 1939 насчитывалось 350 хозяйств, 7 торговых точек, средняя и семилетняя (чувашская) школа. С 1950-х годов развивалось производство кирпича, мебели, сельскохозяйственного инвентаря с использованием местных лесных ресурсов. В 1955 — колхозы имени Хрущева, «Пятилетка».
В 1990-е работали промышленные предприятия: комбикормовый, маслосыродельный заводы, хлебозавод, автотранспортное предприятие, 3 строительных организации. Ассоциация крестьянских хозяйств «Знамя» (на базе бывшего колхоза «Красное Знамя»), специализирующаяся на растениеводстве и животноводстве. Центральная районная больница имени Ф. Х. Магдеева на 105 коек, поликлиника, аптека, средняя школа, вспомогательная школа-интернат, филиал Кузнецкого СПТУ, дом культуры, школа искусств, 2 библиотеки, дом технического творчества, спорткомплекс, картинная галерея, районный краеведческий музей.

## Этимология
Русское название происходит от имени одного из основателей Невера Кибекеева, а чувашское, скорей всего, от слова çăрттан (читается: [сьорта́н], перевод: щука). Çăрттан > Çăрттанлă (место, где водятся щуки).

## Население
| 1747  | 1750  | 1859  | 1897  | 1911  | 1926  | 1939  |
| ----- | ----- | ----- | ----- | ----- | ----- | ----- |
| 270   | →270  | ↗799  | ↗1475 | ↗1710 | ↗2187 | ↗2515 |
| 1959  | 1970  | 1979  | 1989  | 1996  | 2002  | 2004  |
| ↘2266 | ↗2769 | ↗3997 | ↗4816 | ↗5213 | ↘5173 | ↘4971 |
| 2010  | 2021  |       |       |       |       |       |
| ↘4376 | ↘4266 |       |       |       |       |       |

## Экономика
- маслодельный завод
- цех по производству Неверкинского лимонада
- комбикормовый завод.

## Достопримечательности
- Мемориал воинам, погибшим в годы Великой Отечественной войны.
- Бывшая двухэтажная усадьба Хардина на центральной площади (ныне детская школа искусств).

## Религия
Православные храмы
- Церковь Николая Чудотворца

Мечети
- Мечеть